# Il Fatto Quotidiano
il Fatto Quotidiano est un quotidien italien fondé par Antonio Padellaro (it) le 23 septembre 2009. Sa diffusion dépasse les 145 000 exemplaires.

## Histoire
il Fatto Quotidiano a été fondé le 23 septembre 2009 par Antonio Padellaro, ex-directeur du journal L'Unità.
Son nom est un hommage au journaliste Enzo Biagi et à son émission télévisée Il Fatto, censurée par l'« Editto Bulgaro (en) » du 18 avril 2002 de Silvio Berlusconi.
À partir du 21 février 2010, est publié, dans le numéro du dimanche, un insert intitulé Il Misfatto, dont le dernier numéro est sorti le 29 septembre 2013.
Le 22 juin 2010, le site du journal, réalisé par Peter Gomez, est lancé en version bêta. Le succès du site a amené à des suspensions techniques temporaires de celui-ci dans les premiers jours. Le 25 septembre 2010, ilfattoquotidiano.it remporte l'oscar des blogs dans la catégorie "Meilleur magazine en ligne", une récompense donnée par le blog multi-auteurs Macchianera selon les préférences données lors d'un vote public sur Internet,. Ce succès s'est répété en 2011,, 2012 (meilleur site politique d'opinion), 2013 et 2014. Il est probable que ce succès sur Internet ait contribué à l'apparition en 5 années de ce quotidien parmi les grands quotidiens italiens.
En 2010, les revenus et les gains ont été respectivement de 29,6 et 5,8 millions d'euros. À la fin de novembre 2010, 76 000 exemplaires étaient vendus, et le site était visité chaque jour par 240 000 personnes. Grâce aux réussites de 2010, le journal a augmenté le nombre de ses rédacteurs et a commencé de nouveaux projets, dont un insert culturel et des émissions de télévisions disponibles en streaming.
Le 1er février 2010, le journal change de locaux, se déplaçant depuis le 10 via Orazio au 42 via Valadier, toujours à Rome, pour une rédaction plus grande et plus moderne.
Le 25 février 2011, la revue est pour la première fois accompagnée d'un insert culturel Saturne, édité par Riccardo Chiaberge. Le projet, mis en vente chaque vendredi, dispose de huit pages consacrées à la littérature, la science, les arts, le multimédia, le cinéma et la philosophie.
Le 3 novembre 2011, il soutient activement l'émission télévisée Servizio Pubblico de Michele Santoro qui obtient pour sa première un share national de 12 %, en n'étant émise que sur des télévisions locales.

## Principes et collaborateurs
Parmi les principaux collaborateurs d'il Fatto Quotidiano se trouvent Marco Travaglio et Paolo Flores d'Arcais.
Il Fatto Quotidiano traite surtout de sujets politiques ou judiciaires. Ses journalistes disent de ne pas suivre une « ligne politique », mais seulement la Constitution italienne. Cependant le journal est souvent classé à gauche.
Pour des raisons d'indépendance, il refuse les financements ou subventions publiques de l'état italien. Sur ce point, le journal a fait l'objet de critiques en 2012 :
« La chose la plus embarrassante pour Antonio Padellaro, Marco Politi, Marco Lillo et toute la compagnie hypocrite d’il Fatto est la découverte que le 13 février 2012 Giorgo Poidomani, alors président du conseil d'administration, a demandé au gouvernement de Mario Monti son premier financement public avec l'accord des intéressés : 162 mille euros selon la loi 220 de 2010, promulguée par le gouvernement Berlusconi. Il Fatto se garantit ainsi cet argent comme les autres, mais il ne modifiera pas son sous-titre que l'on peut encore lire : ne reçoit aucun financement public ; il continue ainsi de tromper ses lecteurs pour la ennième fois ».
Cela était peut-être déjà le cas en 2010 et en 2011.

## Format et distribution
Il Fatto Quotidiano est imprimé dans le format compact et couleur. Il est distribué en Italie et à l'étranger, soit par la poste et plus de 25 000 marchands de journaux dans les grandes villes italiennes et des régions. Une fraction significative du lectorat, environ un cinquième, est faite d'abonnements à la version électronique du journal.

## Propriété
Il Fatto Quotidiano est publié par Editoriale Il Fatto SpA, société par actions italienne. Le règlement établit que 70 % des actions peuvent être détenues par des entrepreneurs, mais qu'aucun d'entre eux ne peut détenir plus de 16 % du capital social, estimée à 600 000 euros. Les 30 % restants des actions sont détenues par les chroniqueurs du journal.

## Insert satirique du dimanche
Cet insert satirique a été publié du 21 février 2010 au 29 septembre 2013.
Parmi les collaborateurs de l'insert satirique du dimanche Il Misfatto, dirigé par Stefano Disegni (it), on compte Andrea Aloi, Paul Aleandri, Dario Vergassola, Riccardo Mannelli et Max Paiella. Ont également participé Enrico Montesano, Marco Presta, Barbara Alberti, Bebo Storti, Flavio Oreglio, Michele De Luca Bertolotti et Pirro, Carlo Verdone et Franca Valeri.

## Soutien àCharlie Hebdo
Le premier numéro de Charlie Hebdo composé par les rédacteurs et dessinateurs survivants de l'attentat du 7 janvier 2015 est annexé au numéro du mercredi 14 janvier 2015 du Fatto Quotidiano. Le quotidien, qui diffuse pour l'Italie ce tirage exceptionnel de l'hebdomadaire français satirique, exprime ainsi sa solidarité avec les familles des victimes, auxquelles est reversée une partie de la recette, et son soutien à la liberté d'expression. Il s'agit de la seule proposition, avec celle du quotidien turc Cumhuriyet, acceptée par l'équipe de Charlie Hebdo qui a souhaité assurer elle-même la diffusion du journal dans les autres pays. Le directeur de la publication italienne, Antonio Padellaro (it), explique que son journal est en fait le seul en Italie à avoir dépassé le stade du Je suis Charlie, à avoir joint l'action à la parole en faisant cette proposition aux confrères français.